# David Vidal Triay
David Vidal Triay (Es Migjorn Gran, 24 de gener de 1974) és un músic, filòleg, cantautor i poeta de Menorca. Graduat en música, especialitat fagot, pel Conservatori Professional de Música de Badalona, i en Llengua i Literatura Catalanes, menció en lingüística, per la Universitat Oberta de Catalunya (UOC).

## Biografia
Del 1993 al 1998 estudia fagot amb el professor Josep Borràs. Mentre cursa els estudis musicals, entra a formar part de la Jove Orquestra Simfònica de Catalunya (JOSC), dirigida per Josep Pons. Així mateix, toca en diverses formacions clàssiques i es forma amb directors com Edmon Colomer, Manel Valdivieso i Salvador Brotons. Estudia harmonia amb el compositor argentí Alejandro Civilotti i contrapunt amb el compositor català Miquel Roger Casamada. Durant aquests anys, compagina els estudis musicals amb la faceta de cantautor. Així, entre 1994 i 1996 enregistra les seves dues primeres maquetes, De verd velam i La besada dels vents, alhora que pren lliçons de cant i de guitarra a l'Acadèmia de Música Eulogio Dávalos de Barcelona.
En la primera dècada del 2000, David Vidal publica quatre discos: Argila (2001), Estalactites (2003), Aire en zel (2005) i Ferida i conjur (2009). Els tres primers conformen la denominada Trilogia de la fuga i l'estigma. L'any 2013 ofereix una sèrie de recitals sota el títol “Cançons d'amor en temps incerts”, una selecció dels temes més representatius d'aquests àlbums. L'any 2015 publica el seu cinquè i últim disc, Paisatge nu, després del qual obre un parèntesi en l'escena musical. Les cançons de Vidal apareixen en vuit discos col·lectius i ha estat guardonat en diversos certàmens, entre els quals destaca el 1r premi en la IX ed. Èxit de Catalunya Ràdio.
Com a cantautor ha actuat en nombroses poblacions de les Illes Balears i en diferents sales de Catalunya, Madrid, Aragó i Galícia. A Mallorca ha trepitjat auditoris com el Centre de Cultura Sa Nostra, Palmanova o Sa Màniga; i a Menorca ha actuat en espais com les Pedreres de s'Hostal de Líthica de Ciutadella, el Claustre de Sant Francesc de Maó o el Pati de Sa Lluna d'Alaior. Les cançons de Vidal també s'han escoltat en diferents festivals, com ara la XX ed. Cançons de la Mediterrània al Parc de Mar de Palma, el VI Festival Autúria de Reus o la IX ed. Tocats de Lletra de Manresa. Així mateix, ha actuat en diversos cicles, entre els quals destaquen Artistas en Ruta de l'AIE, la setmana cultural Be Balears organitzada per l'Institut Ramon Llull al Théâtre Molière de Brussel·les, el Cicle Dialeg(tes) a l'Octubre Centre de Cultura Contemporània de València o el Concert de Lluna Plena a la Torre d'en Galmés d'Alaior (Menorca).
El 2017 publica el seu primer llibre de poesia, Paraula umbilical, una obra que va obtenir el XXXVII Premi Jacint Verdaguer de Poesia. El 2021 publica el llibre Gola de fang, el qual va rebre el XII Premi Jordi Pàmias de Poesia. L'any 2024 surt a la llum Els solcs de la veu, guardonat amb el XX Premi Agustí Bartra de Poesia.

## Obra

### Discografia
- Argila (Blau/Discmedi, 2001)
- Estalactites (Blau/Discmedi, 2003)
- Aire en zel (Blau/Discmedi, 2005)
- Ferida i conjur (Daruma Records, 2009)
- Paisatge nu (autoedició, 2015)[7]

### Discografia col·lectiva
- Èxit. 10è aniversari (TVC Disc, 1999). Cançó: “Sobre el teu camp de blat”
- Cantigas de Mayo. I Muestra Nacional de Canción de Autor (El señor guindilla records, 2000). Cançó: “Què n'heu fet, de les flors?”
- Autor mediterrani (Blau/Discmedi, 2002). Cançó: “Nua”
- Del Folk al Pop (Blau/Discmedi, 2004). Cançó: “A les albades”
- 20 anys de Cançons de la Mediterrània (Blau/Discmedi, 2004). Cançó: “Amb la lluna d'abril”
- Blau. 25 anys (Blau/Discmedi, 2006). Cançó: “Pintura al dors d'una dona”
- Artistas en ruta (Ediciones Epaie, 2008). Cançó: “L'abraçada”
- Catalan sounds 2 (Edita Institut Ramon Llull, 2010). Cançó: “Àngels”[17]

### Llibres
- Paraula umbilical (Editorial Cal Siller, 2017)[18]
- Gola de fang (Pagès editors, 2021)[19]
- Els solcs de la veu (Pagès editors, 2024)[20]

### Llibres col·lectius
- Illanvers XVII (Institut Menorquí d’Estudis, 2022)[21]

## Premis

### Premis musicals
- 1r premi en la IX Edició Èxit de Catalunya Ràdio (Barcelona, 1998)
- 3r premi en la I Edició Art Jove convocada pel Govern Balear (Mallorca, 1998)
- 2n premi en la II Edició Festival Ciutat de Manacor (Mallorca, 1999)
- Finalista en la I Muestra Nacional de Canción de Autor “Cantigas de Mayo” a l'Auditorio de Ceutí (Múrcia, 2000)[22]

### Premis literaris
- XXXVII Premi Jacint Verdaguer de Poesia (2016), per l'obra Paraula umbilical[13]
- XII Premi Jordi Pàmias de Poesia (2020), per l'obra Gola de fang[23]
- XX Premi Agustí Bartra de Poesia (2023), per l'obra Els solcs de la veu[20]